# Сестри Бери
Сестри Бери („Barry Sisters“) са вокално дуо, съставено от сестрите Клара и Мини Багелман (Clara & Minnie Bagelman), родени в Бронкс, Ню Йорк, САЩ.
Първоначално те са познати като Сестри Багелман (Bagelman Sisters). Впоследствие стават известни с псевдонимите Клер и Мирна Бери, познати още като „идиш джаз певици“. Те са популярни от 1940-те до 1960-те години.
Музиката им звучи в нюйоркското радиошоу „Идиш мелодии в суинга“, където се изпълнявали джаз версии на идиш и американски популярни песни. На върха на своята известност те дори гостуват в „Шоуто на Ед Съливан“. През 1959 г. гастролират в СССР.
През 1976 г. умира Мирна Бери, но сестра ѝ Клер продължава да пее. Тя се изявява в шоуто на радио NPR „Идиш мелодии в суинга“, достъпно и в интернет на сайта на Yiddish Radio Project. На 22 ноември 2014 Клер Бери умира на 94 години.